# Kurt Gauger
Kurt Gauger (* 10. März 1899 in Stettin; † 1959) war ein deutscher Schriftsteller und Psychotherapeut.

## Leben
Kurt Gauger war das vierte von sechs Kindern des Schuldirektors Albert Gauger.
Nach seinem Militärdienst im Ersten Weltkrieg war er zunächst als Hauslehrer tätig, studierte daneben Philosophie und Medizin in Greifswald, Leipzig, Berlin und Rostock und schloss das Studium in beiden Fächern mit der Promotion ab. In den 1920er Jahren wurde er der medizinischen Fachwelt durch seine Beiträge zur Psychosomatik bekannt. Zum 1. Mai 1933 trat Gauger der NSDAP (Mitgliedsnummer 2.633.471) und zum 19. Juni 1933 der SA bei. Am 26. Juni 1934 übernahm er die Leitung der Hochschulabteilung der neu gegründeten Reichsstelle für den Unterrichtsfilm, im Juli 1936 wurde er zum leitenden Geschäftsführer der Reichsstelle ernannt, und 1941 erfolgte die Beförderung zum Direktor. In dieser Funktion betrieb er u. a. die Arisierung der in jüdischem Besitz befindlichen „Deutschen Gesellschaft für wissenschaftliche Filme“, einer der wichtigsten Verleihfirmen von medizinischen Filmen.
Empfohlen hatte Gauger sich dem nationalsozialistischen Regime durch seine Stellungnahmen zum Sterilisationsgesetz. Seine Einstellung gegenüber geistig und körperlich behinderten Menschen entsprach weitgehend der der Nationalsozialisten. „Wir haben weder Zeit noch Raum für solche Wesen“, erklärte er 1934. Als stellvertretender Direktor des 1936 gegründeten Instituts für Psychologische Forschung und Psychotherapie, dessen Leiter Matthias Heinrich Göring war, wirkte er an der Ausarbeitung einer arischen Psychologie und Psychotherapie mit, in der die Erkenntnisse Sigmund Freuds zugunsten derer z. B. C. G. Jungs verdrängt werden sollten. Daneben setzte Gauger sich auch für die Etablierung der „Neuen Deutschen Heilkunde“ ein.
Während des Zweiten Weltkrieges geriet Gauger in Kriegsgefangenschaft. Nach dem Krieg arbeitete er bis 1950 als Leiter der Heimkehrer-Klinik Fischerhof bei Uelzen. Die dort gewonnenen Erkenntnisse legte er in seiner Arbeit über Dystrophie nieder, die erstmals die sozialen Anpassungsschwierigkeiten der Kriegsheimkehrer als Krankheit infolge des erlittenen Hungers in den Kriegsgefangenenlagern erklärte. Nach 1950 lebte Gauger in Düsseldorf.

## Schriften (Auswahl)
- Die Lehre vom makrokosmischen Zweckprozeß bei Eduard von Hartmann, Rostock [1922], DNB 570221781 (Dissertation Universität Rostock 1922, 2 Blätter).
- Gotische Gedichte. Der weiße Ritter Verlag, Berlin 1923.
- Über den Einfluß des Duodenalsaftes auf die Zuckervergärung durch Coli, [Berlin] 1932, DNB 570221773 (Medizinische Dissertation Universität Berlin [1932], 32 Seiten).
- Politische Medizin. Grundriß einer deutschen Psychotherapie. Hanseatische Verlags-Anstalt, Hamburg 1934. Wurde nach Ende des Zweiten Weltkriegs in der Sowjetischen Besatzungszone auf die Liste der auszusondernden Literatur gesetzt.[4]
- Christoph. Roman einer Seefahrt. Hohenstaufen Verlag, Stuttgart 1941.
- Herz und Anker. Seemannsgeschichten. Hohenstaufen Verlag, Stuttgart 1943.
- Die Dystrophie als psychosomatisches Krankheitsbild. Entstehung, Erscheinungsformen, Behandlung, Begutachtung, Medizinische, soziologische und juristische Spätfolgen. Urban & Schwarzenberg, München 1952, DNB 451445104
- Psychotherapie und Zeitgeschehen. Abhandlungen und Vorträge. Urban & Schwarzenberg, München / Berlin 1954.
- mit Jürgen Eick: Angina Temporis. Zeitnot, die Krankheit unserer Tage. Ein Wirtschaftler und ein Arzt zum Thema: Keine Zeit! Droste, Düsseldorf 1956.
- Dämon Stadt. Ein Anthropologisch-ärztlicher Beitrag zum Zeitgeschehen. Droste, Düsseldorf 1957.